# Fürstenhof (Frankfurt am Main)

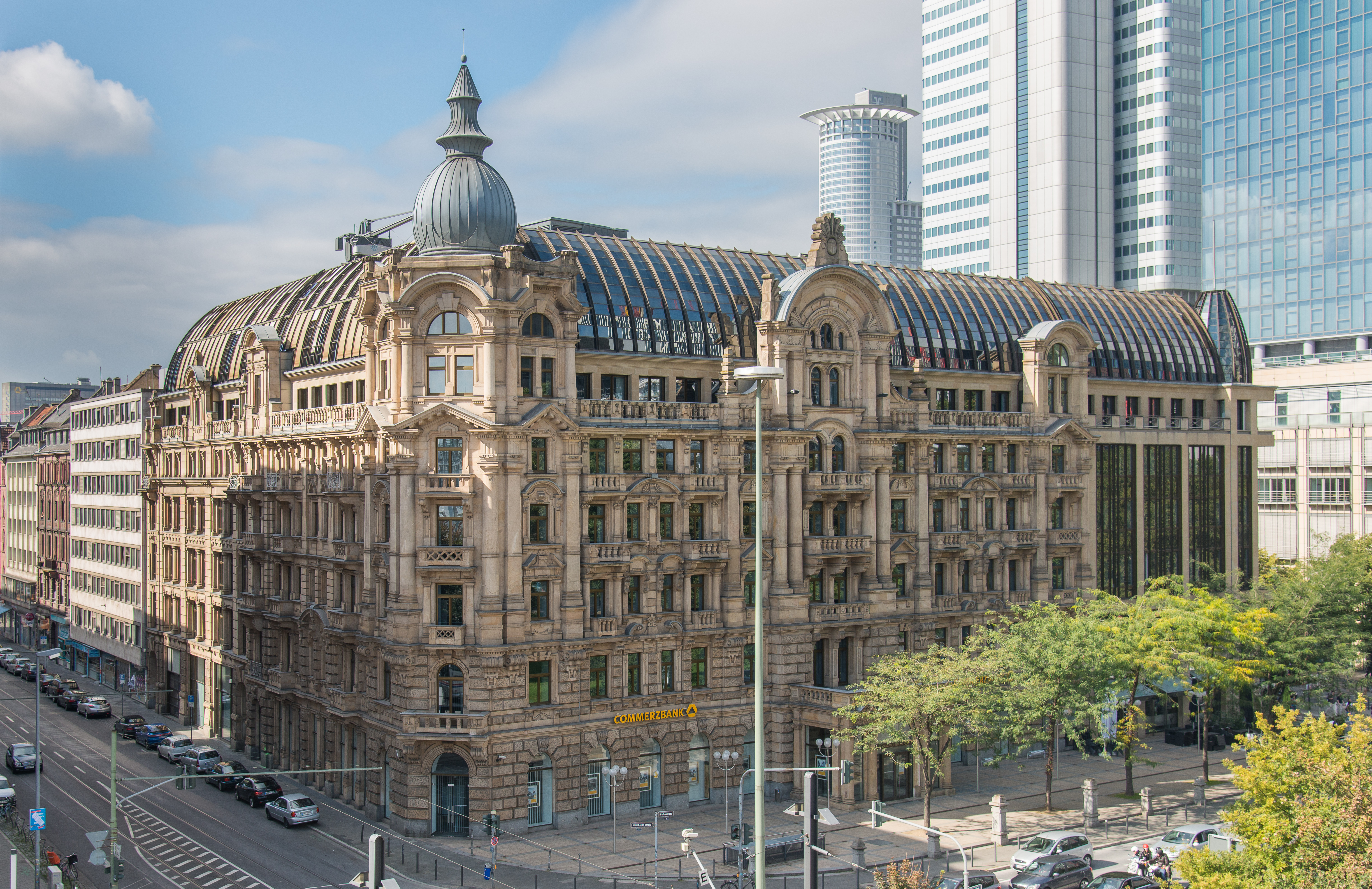
Fürstenhof von Südost (2013)

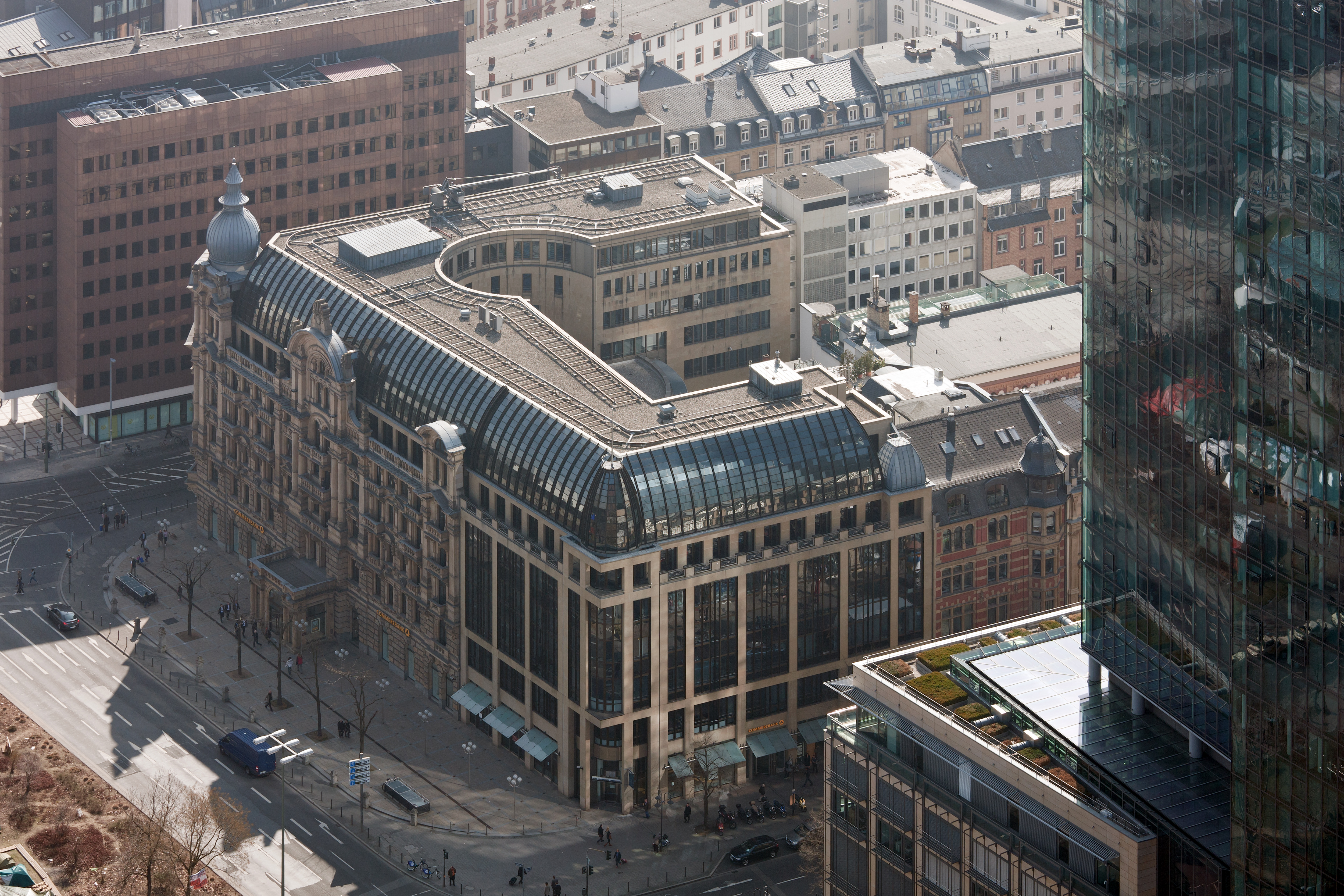
Fürstenhof vom Main Tower, März 2012

Der Fürstenhof, früher Hotel Fürstenhof-Esplanade, ist ein im Jahr 1902 erbautes neobarockes Gebäude in Frankfurt am Main. Es hat eine Nutzfläche von rund 18.450 Quadratmetern und liegt im Bahnhofsviertel zwischen Münchener Straße, Gallusanlage und Kaiserstraße. Das Gebäude, das 1992 durch den Immobilieninvestor Jürgen Schneider erneuert wurde, ist langfristig an die Commerzbank vermietet. Ab 1994 hatte es die Dresdner Bank, die im Mai 2009 auf die Commerzbank verschmolzen wurde, als Stammhaus für ihr Privatkundengeschäft genutzt.

## Geschichte
1901 beauftragte der Schweizer Hotelier Wilhelm Eduard Drucker den Architekten Oskar Heußner mit dem Bau eines Luxushotels mit 120 Zimmern. Auf dem Grundstück an der Ecke Kronprinzenstraße (heute Münchener Straße) und Gallusanlage stand zuvor der südliche Flügel des 1848 eröffneten Main-Neckar-Bahnhofes. Nach der Inbetriebnahme des Hauptbahnhofes 1888 entstand auf dem ehemaligen Gleisvorfeld der Frankfurter Westbahnhöfe das gründerzeitliche Bahnhofsviertel. Das Hotel Fürstenhof gehörte zu den letzten und nach dem Urteil des Stadtkonservators Heinz Schomann pompösesten Neubauten im Bahnhofsviertel. Er entstand gleichzeitig mit dem gegenüberliegenden Schauspielhaus.
Noch vor der Fertigstellung des Hotels übernahm der Restaurateur des Palmengartens, Louis Bolle-Ritz, den Neubau, der am 10. Juli 1902 feierlich eröffnet wurde. Zur Gallusanlage hin wies der fünfgeschossige neobarocke Bau aus weißem fränkischen Sandstein einen durchlaufenden, von zwei paar Säulen gerahmten Mittelrisalit auf, der von einem Segmentgiebel mit Akroterien abgeschlossen wurde. Die Eckbauten zur Münchener Straße und zur Kaiserstraße waren von Kuppeln gekrönt.
Im Inneren des Hotels führte eine sechs Meter breite Marmortreppe bis in den fünften Stock hinauf. Der als Wagenauffahrt dienende Vorgarten wurde später zu einem Terrassenrestaurant umgestaltet.
Alle Zimmer waren mit Telefon und elektrischen Uhrenanlagen ausgerichtet. Besonders hatte man auf den Brandschutz wertgelegt, so besaßen alle Zimmer Doppeltüren und feuersichere Wände. Das Gebäude war durchgehend in Stahl und Eisenbeton errichtet.
Schon 1910 wurde der Hotelbetrieb wieder eingestellt. Das Haus beherbergte in diesen Jahren zwar zahlreiche hochrangige Gäste, doch blieb der wirtschaftliche Erfolg aus. Zum einen lag das Hotel relativ weit vom Hauptbahnhof entfernt, wo sich mehrere andere Luxushotels befanden, zum anderen stellte die Lage am Rande der Innenstadt einen Nachteil gegenüber traditionellen Häusern wie dem Frankfurter Hof dar. Die Frankfurter führten das Ende des Hotels jedoch nicht darauf zurück, sondern auf einen Besuch des Schahs von Persien im Frühjahr 1910. Als dieser zur Kur in Bad Homburg vor der Höhe weilte, wollte er sich Ritters Park-Hotel nicht mit dem Prince of Wales teilen. Deshalb veranstaltete er seine Empfänge im Hotel Fürstenhof, wo er am offenen Feuer Hammel am Spieß braten ließ. Der Geruch habe alle übrigen Gäste vertrieben, so dass das Hotel anschließend Konkurs anmelden und schließen musste.
1914 wurde das ehemalige Hotel zum Geschäftshaus umgebaut. Bereits 1920 trug man die große Eckkuppel ab. Im Zweiten Weltkrieg wurde das Gebäude schwer beschädigt. Nachdem man es provisorisch wieder nutzbar gemacht hatte, beherbergte es zunächst den Bundesrechnungshof, ab 1956 das Autobahnamt.
1986 erwarb der Investor Jürgen Schneider die heruntergekommene Immobilie, nach Zeitungsberichten für etwa 40 Millionen DM. Er ließ das Gebäude vollständig umbauen, wobei von der ursprünglichen Bausubstanz nur die Fassade sowie – auf Druck der Denkmalschutzbehörde – Vestibül und Treppenhaus erhalten wurden, während der Rest abgerissen und neu gebaut wurde. Der radikale Umbau stieß in Teilen der Öffentlichkeit auf Kritik. 1991 verkaufte Schneider das Bürogebäude für ca. 450 Millionen DM an die japanische Kowa Real Estate Investment. Der Fürstenhof war eine der wenigen Immobilien, die er vor dem betrügerischen Zusammenbruch seiner Unternehmensgruppe 1994 verkaufte.
Nach der feierlichen Eröffnung im Mai 1992 stand das Gebäude 16 Monate leer, bevor es die Dresdner Bank bezog. 1996 kaufte eine Tochtergesellschaft der Dresdner Bank die Immobilie. Seit 2008 gehörte sie der Union Investment, nach Zeitungsberichten betrug der Kaufpreis 129 Millionen Euro. Im September 2010 verkaufte Union Investment die Immobilie an ein Finanzprodukt der DFH Deutsche Fonds Holding für 126 Millionen Euro.